# Nguyễn Thanh Thụy
Nguyễn Thanh Thụy (sinh năm 1962) là đại biểu Quốc hội Việt Nam khóa XII, XIII, thuộc đoàn đại biểu Bình Định.
Ngày sinh: 9/7/1962
Giới tính: Nữ
Dân tộc: Kinh
Tôn giáo: Không
Quê quán: Xã Thạch Trung, thành phố Hà Tĩnh, Hà Tĩnh
Trình độ chính trị: Cao cấp lý luận chính trị
Trình độ chuyên môn: Thạc sỹ Quản lý giáo dục
Nghề nghiệp, chức vụ: Ủy viên Ban thường vụ Tỉnh ủy, Phó Trưởng Đoàn chuyên trách Đoàn ĐBQH tỉnh Bình Định khóa XIII, Ủy viên Uỷ ban Về các vấn đề xã hội của Quốc hội, Phó Chủ tịch nhóm nữ ĐBQH khóa XIII
Nơi làm việc: Văn phòng Đoàn ĐBQH và HĐND tỉnh Bình Định
Ngày vào đảng: 25/10/1990
Nơi ứng cử: Bình Định
Đại biểu Quốc hội khoá: XII,XIII
Đại biểu chuyên trách: Địa phương
Đại biểu Hội đồng Nhân dân: Không